# بينغ بونغ (مانغا)
بينغ بونغ (باليابانية: ピンポン، بالروماجي: Pin Pon) (بالإنجليزية: Ping Pong)‏ هي سلسلة مانغا يابانية من تأليف تايو ماتسوموتو، نشرت من قبل شوغاكوكان في مجلة بيغ كوميك سبيرايتس، في عام 1996 حتى عام 1997، وتم تجمع فصول المانغا في 5 مجلدات تانكوبون. أنتجت إلى مسلسل أنمي تلفزيوني من قبل استوديو تاتسونكو برودكشن، عرض الأنمي في 11 أبريل عام 2014 واستمر عرضه حتى 20 يونيو 2014، على تلفزيون فوجي في فقرة نويتامينا، وتكون من 11 حلقة.

## القصة
تدور أحداث القصة عن بيكو وسمايل، على الرغم من اختلاف الشخصيات بشكل جذري، كلاهما عضو موهوب في نادي تنس الطاولة في مدرسة كاتاسي الثانوية. يتعرض بيكو للهزيمة من قبل طالب صيني، وبالتالي يصبح محطمًا لدرجة أنه توقف عن التدريب . شخصية سمايل تمنعه دائمًا من الفوز على بيكو. لكن المدرب يكتشف إمكانات سمايل ويحاول تحفيزها على تطوير مهاراته.

## الشخصيات
يوتاكا هوشينو/بيكو (باليابانية: 星野 裕/ペコ، بالروماجي: Hoshino Yutaka/Peko)
مؤدي الصوت: فوكوجورو كاتاياما، ميتسوتاكا نيشيدا (أيام الطفولة)
ماكوتو تسوكيموتو/سمايل (باليابانية: 月本 誠/スマイル، بالروماجي: Tsukimoto Makoto/Sumairu)
مؤدي الصوت: كوكي أوتشياما، هيروشي ياتومورا (أيام الطفولة)
ريويتشي كازوما/دراغون (باليابانية: 風間 竜一/ドラゴン، بالروماجي: Kazama Ryūichi/Doragon)
مؤدي الصوت: شونسكي ساكويا، واكو ياكاغوتشي (أيام الطفولة)
مانابو ياكوما/ديمون (باليابانية: 佐久間 学/アクマ، بالروماجي: Sakuma Manabu/Akuma)
مؤدي الصوت: سوبارو كيمورا
كونغ وينغي/الصيني (باليابانية: 孔 文革/チャイナ)
مؤدي الصوت: وين يكسينغ
أوبابا (باليابانية: オババ، بالروماجي: Obaba)
مؤدي الصوت: ماساكو نوزاوا
جو كويزومي/باترفلاي جو (باليابانية: 小泉　丈/バタフライジョー، بالروماجي: Koizumi Jō/Batafurai Jō)
مؤدي الصوت: يوساكو يارا
أوتا (باليابانية: 大田، بالروماجي: Ota)
مؤدي الصوت: تاكانوري هوشينو
ماسايوكي سانادا (باليابانية: 真田 昌幸، بالروماجي: Sanada Masayuki)
مؤدي الصوت: كينجي هامادا
شوجي نيكوتا (باليابانية: 猫田 修二، بالروماجي: Nekota Shūji)
مؤدي الصوت: كينتا أوكوما
ريو كازاما (باليابانية: 風間 竜، بالروماجي: Kazama Ryū)
مؤدي الصوت: شينجي أوغاوا
تاكو كازاما (باليابانية: 風間 卓، بالروماجي: Kazama Taku)
مؤدي الصوت: أكيهيكو إشيزومي
يوري (باليابانية: 百合枝، بالروماجي: Yurie)
مؤدي الصوت: أياكو كاواسومي
ميتيو تامورا (باليابانية: 田村 道夫، بالروماجي: Tamura Michio)
مؤدي الصوت: تاكاهيرو شيمادا
إيغامي (باليابانية: 江上، بالروماجي: Egami)
مؤدي الصوت: كينجيرو تسودا

## وصلات خارجية
- موقع الأنمي الرسمي باللغة اليابانية
- بينغ بونغ  على موقع فنميشن
- بينغ بونغ (مانغا) على موقع ANN manga (الإنجليزية)